# Ulica Bolesława Limanowskiego w Olsztynie
Ulica Bolesława Limanowskiego w Olsztynie wchodzi w skład drogi krajowej nr 51. Rozciąga się od placu Józefa Bema (skrzyżowanie z ulicami Partyzantów i Kętrzyńskiego) do placu Powstańców Warszawy (skrzyżowanie z ulicą Jagiellońską i aleją Sybiraków).

## Historia ulicy
Pierwotnie stanowiła wraz z obecną Aleją Sybiraków jeden ciąg noszący nazwę Hohenzollern-Damm (Wał Hohenzollernów) – na cześć dynastii panującej w Prusach i potem w Niemczech. W czasie rządów nazistów na krótko zmieniono nazwę ulicy na Hermann-Göring-Straße (ulica Hermanna Goeringa).  
Po 1945 roku całość ciągu nosiła nazwę ulicy Limanowskiego. W roku 1950 zmieniono jej nazwę na ulicę Róży Luksemburg, lecz w 1956 roku powrócono do poprzedniej nazwy. Na początku lat 60. XX wieku odcinkowi ulicy nadano imię Jurija Gagarina (obecna Aleja Sybiraków). Pozostała część ulicy nosi nadal imię Limanowskiego. 
Nazwa ulicy upamiętnia Bolesława Limanowskiego, polskiego historyka, działacza niepodległościowego, współtwórcę PPS. 
W latach 2005 i 2006 przeszła generalny remont, dzięki któremu spełnia normy unijne. 
Od 29 października 2006 r. wiadukt kolejowy pomiędzy pl. Józefa Bema a ul. Limanowskiego nosi imię Powstańców Węgierskich 1956 roku.

## Dane ulicy
Ulica Limanowskiego posiada dwie jezdnie po dwa pasy ruchu na całej swej długości. Częściowo (od Wiaduktu Powstańców Węgierskich 1956 r. do ulicy Niedziałkowskiego) oddzielone są one pasem zieleni.
Przy ulicy Limanowskiego znajduje się pięć sygnalizacji świetlnych przy:
- skrzyżowaniu z ulicami Partyzantów i Kętrzyńskiego (Plac Bema)
- przejściu dla pieszych w pobliżu skrzyżowania z ulicą Żeromskiego
- skrzyżowaniu z ulicą Niedziałkowskiego
- skrzyżowaniu z ulicą Paderewskiego
- skrzyżowaniu z ulicą Jagiellońską i aleją Sybiraków (Plac Powstańców Warszawy)

## Komunikacja
Ulicą Limanowskiego biegną trasy 9 linii autobusowych (w tym jednej nocnej). Są to linie numer 107, 108, 109, 112, 116, 126, 131, 309 oraz N02.